# So Runs the World Away
So Runs the World Away är den amerikanske artisten Josh Ritters sjätte studioalbum, utgivet 2010.

## Låtlista
1. "Curtains" — 0:57
2. "Change of Time" — 4:04
3. "The Curse" — 5:03
4. "Southern Pacifica" — 4:24
5. "Rattling Locks" — 4:25
6. "Folk Bloodbath" — 5:16
7. "Lark" — 3:04
8. "Lantern" — 5:15
9. "The Remnant" — 3:56
10. "See How Man Was Made" — 3:26
11. "Another New World" — 7:34
12. "Orbital" — 3:29
13. "Long Shadows" — 2:20